# 1073
1073 (MLXXIII) je bilo navadno leto, ki se je po julijanskem koledarju začelo na torek.

## Dogodki

### Rimsko-nemško cesarstvo
- začetek leta - Papež Aleksander II. izobči nekaj svetovalcev Henrika IV., ki so se vpletali v delo Milanske škofije.
- Upor Saksoncev proti nemškemu kralju Henriku IV.. Zaradi nesporazumov okoli izkoriščanja srebrovih rudnikov in nasplošno finančnega izžemenja saške grofije.↓
- 29. junij → Načrtovano srečanje v cesarski palači v Goslarju  med saksonskimi plemiči in cesarji, vendar se ga cesar ni hotel udeležiti in je pobegnil.↓
- 10. avgust →  Cesar ponovno pobegne in zbeži proti jugu Nemčije, kjer neuspešno išče podporo med tamkajšnjim plemstvom.

### Ostala Evropa
- 22. april - Preden bi se spor z nemškim dvorom utegnil zaostriti, papeža Aleksandra II. prehiti smrt. Umrlega papeža nasledi njegova desna roka kardinal Hildebrand kot papež Gregor VII., 157. po seznamu. Novi papež je zagrizen privrženec prenove Cerkve po zgledu clunyjskih reform, ki pod njegovim papeževanjem prerastejo v praktično izvedbo gregorijanskih reform.
- 30. april - Med prvimi potezami novega papeža Gregorja VII. je razglasitev križarskega pohoda za pomoč kraljevini Aragon proti južnim muslimanskim sosedom. Pohod naj bi vodil francoski grof Ebles II. iz Roucyja, vendar se pohod ni nikoli zgodil, oziroma katerikoli boji so se na Iberskem polotoku tisti čas odvijali, niso dokumentirani kot del tega križarskega pohoda. ↓
- → Navarrski kralj Sančo IV. in zaragoški emir Al-Muktadir zaradi tega križarskega pohoda skleneta sporazum o nenapadanju in medsebojni pomoči.
- 15. junij - Umrlega japonskega cesarja Go-Sandžoja nasledi sin Širakava, 72. japonski cesar po seznamu.
- Vilijem I. Angleški izvzame nadškofiji York in Canterbury iz kraljeve jurisdikcije.
- Kijevska Rusija: konec triumvirata bratov Izjaslava, Vsevoloda, Svjatoslava, sinov umrlega Jaroslava Modrega. Izjaslava I., titularnega nosilca velikega kijevskega kneza, izženeta Svjatoslav in Vsevolod. Nosilno oblast prevzame Svjatoslav.
- Robert Guiscard zavzame do takrat neodvisno pomorsko republiko Amalfi, ki se je v dobrem stoletju uveljavila kot nastajajoča pomorska sila. Zavzetje prekine njen nadaljnji neodvisni politični razvoj.
- Seldžuki samoiniciativno glede na lokalne voditelje in neodvisno od oblasti velikega sultana Malik Šaha neovirano prodirajo v notranjost Male Azije. Tega leta zavzamejo Ankaro.
- Dinastija Song: kanceler in voditelj reform Wang Anshi osnuje nov urad za proizvodnjo orožja.

## Rojstva
Neznan datum
- Alfonz I., aragonski kralj († 1134)
- papež Anastazij IV. († 1154)
- David IV. Graditelj, gruzinski kralj († 1125)
- Leopold III., avstrijski mejni grof († 1136)
- Magnus III., norveški kralj († 1103)
- Zbignjev, poljski vojvoda († 1113)

## Smrti
- 21. april - papež Aleksander II.
- 15. junij - cesar Go-Sandžo, 71. japonski cesar (* 1034)

Neznan datum
- Zhou Dunyi, kitajski filozof (* 1017)